# Dog's Life
Dog's Life - Vita da cani (Dog's Life) è videogioco di genere avventura dinamica sviluppato da Frontier Developments e pubblicato da Hip Games per la console PlayStation 2 nel 2003.

## Trama
Il gioco inizia a Clarksville, una città di campagna americana. Il protagonista, Jake, un flatulento Foxhound americano, assiste al rapimento di Daisy, una labrador retriever di cui è innamorato, da parte degli accalappiacani. Deciso a salvarla, Jake li segue dalla piccola Clarksville fino a una località montana chiamata Lago Minniwahwah e infine a Boom City, utilizzando le informazioni ottenute ascoltando le conversazioni tra gli umani. Durante la sua avventura, Jake è costantemente perseguitato da Killer, un Dobermann appartenente a un accalappiacani. Alla fine, scopre che Miss Peaches, a capo di un'azienda di cibo per gatti, sta organizzando la cattura dei cani per portarli in una fabbrica dove verranno trasformati nel suo cibo per gatti.
Jake riesce ad arrivare al canile e, dopo aver salvato alcuni cani e corrotto Killer con degli ossi, entra nella fabbrica. Qui, riesce a impedire che Daisy venga uccisa dal macchinario mentre è trasportata su un nastro trasportatore, ma arriva Miss Peaches armata con un fucile. Jake scoreggia, facendola cadere sul nastro trasportatore, uccidendola e trasformandola in cibo per gatti. Nel'epilogo, si rivela che tutti i cani rubati sono stati salvati e che Jake e Daisy finalmente stanno insieme.

## Modalità di gioco
Il gioco permette al giocatore di controllare o interagire con oltre 15 razze di cani, ciascuna con caratteristiche e abilità distinte. Essi gestiscono le cose in modi diversi, che possono essere utilizzati anche nelle sfide o nei rompicapo.
Il gioco è diviso in tre aree: Clarksville, una città di campagna, Lago Minniwahwah, una stazione sciistica; e Boom City. Queste sono poi suddivise in aree più piccole, come quartieri o fattorie. Ogni area è popolata da umani disposti ad affidare degli incarichi a Jake in cambio di uno o più ossi. Gli ossi possono anche essere trovati sepolti sottoterra o nascosti da qualche parte. Gli ossi vengono utilizzati per aumentare le statistiche, rendendo più facile il completamento delle missioni.
Alcuni odori raccolti attraverso la "Odor-visione" del gioco attiveranno sfide contro un cane locale. In ogni piccola sezione del gioco ci sono quattro sfide, due delle quali consistono nel trovare degli odori dello stesso colore e competere contro un cane locale. Queste missioni includono:
- gara canina (8 odori verdi): il giocatore dovrà correre lungo una pista disseminata di bocconcini e cercare di raccoglierne più della metà, inoltre deve tagliare il traguardo prima dell'avversario;
- scavo (8 odori azzurri): ciascun cane deve scavare una serie di buche lungo un percorso. Per vincere bisogna completare il percorso prima dell'avversario;
- marcare il territorio (8 odori gialli): la sfida consiste nel "fare pipì" sugli odori più veloce dell'avversario. Vince chi arriva per primo al punteggio stabilito;
- tiro alla fune (8 odori arancioni): per tirare la fune bisogna premere ripetutamente il tasto cerchio per acquisire più potenza;
- inseguimento (8 odori rosa): il giocatore avrà a disposizione 2 minuti per raggiungere il cane locale.

In alcuni livelli ci sono anche saloni dove Jake può farsi pulire e spazzolare il pelo. Inoltre, ottiene un nuovo collare luccicante con una "J" argentata sul davanti.
Una volta sconfitti questi cani dopo la prima sfida, il giocatore può prenderne il controllo e utilizzare le loro abilità speciali per trovare altre ossa.
Ma il giocatore può raccogliere altri odori per ottenere degli ossi come ricompensa:
- 50 odori viola: ne sono disparsi in tutta la zona, e in ogni livello del gioco;
- 12 odori blu: ogni volta che si raccoglie un odore blu, ne apparirà un altro e così via. Bisogna raccogliere tutti gli odori prima dello scadere del tempo, e per ogni odore raccolto si guadagna dei secondi in più;
- 12 odori lilla: stessa sfida degli odori blu, con la differenza che dopo aver raccolto un odore saranno visibili tutti gli altri.

Inoltre, un minigioco chiamato "Doggy Do" è disponibile dopo aver raccolto tutti e 4 gli odori rossi. Il giocatore deve copiare le mosse del cane locale.
In alcune aree ci sono anche dei pericoli, come l'accalappiacani e il suo dobermann. Il giocatore deve anche mantenere Jake in salute dandogli da mangiare, permettendogli di defecare e convincendo le persone a dargli degli spuntini ringhiando e abbaiando o eseguendo trucchi sbloccati con le prove di obbedienza. Jake è in grado di eseguire una serie di trucchi, tra cui implorare, sedersi, sdraiarsi e marcare il territorio.
Oltre a poter interagire con molti personaggi, Jake può anche rincorrere, scuotere e lanciare polli, rubare salsicce e scuotere gattini.

## Accoglienza
Secondo il sito aggregatore di recensioni Metacritic, Dog's Life ha ricevuto recensioni "miste o nella media" mentre su GameRankings detiene un punteggio di 71.61%.
Eurogamer ha trovato il gioco divertente, ma ha ritenuto che offrisse poco ai giocatori esperti, essendo rivolto a un pubblico più giovane. Ha elogiato il "senso dell'umorismo" e le "graziose immagini" del gioco, definendo l'idea di controllare un cane "davvero molto bella". D'altra parte, GameSpot ha descritto il gioco come affascinante e divertente, ma ha sostenuto che non c'è molto da fare, a parte giocare e controllare i cani. GameSpy lo ha definito "un bel cambiamento di ritmo", ma ha trovato il gioco insipido, ritenendolo più adatto ai bambini piccoli che agli adolescenti. IGN ha commentato il gameplay come "semplice e ben eseguito", ma ha notato che le immagini "sembrano tratte da un titolo per PSone" e che l'audio appare "fuori posto". Charles Herold del New York Times ha descritto il gioco come divertente ma dimenticabile. In Giappone, Famitsū ha assegnato al gioco un punteggio di 28 su 40, con un 8, un 6 e due 7.
Secondo il Guinness World Records Gamer's Edition 2009, Dog's Life detiene il record mondiale per il maggior numero di voci fuori campo registrate da una sola persona in un videogioco. Kerry Shale ha doppiato ben 32 personaggi nel gioco.